# Geworg Ġazaryan
Gevorg Ghazaryan (in armeno Գևորգ Ղազարյան?; Erevan, 5 aprile 1988) è un ex calciatore armeno, di ruolo attaccante.

## Palmarès

### Club
- Campionati armeni: 6

Pyunik: 2006, 2007, 2008, 2009, 2010, 2021-2022
- Campionato greco: 1

Olympiakos: 2014-2015
- Coppe d'Armenia: 2

Pyunik: 2009, 2010
- Supercoppa d'Armenia: 3

Pyunik: 2006, 2009, 2010